# Горица (река)
Вижте пояснителната страница за други значения на Горица.
Горица е река в Югозападна България, приток на река Джерман, която минава през село Овчарци. Извира близо до връх Кабул в Рила планина. Известна е със водопадите си, най-високият от които е 39 m.
Река Горица води началото си от два потока, вдълбани в северното подножие на връх Кабул, и подхранва своя дебит през по-голямата част от годината от многото преспи и най-вече от целогодишната преспа на връх Крива соспа. До навлизането си в гористия пояс тя тече на североизток, а след това на северозапад, под малък наклон в най-голямото ни високопланинско пасище между връх Каменна мандра и връх Крива соспа.
Между връх Венеца и връх Голямата Сиврия реката завива почти на север и тече под голям наклон. При изхода на реката от планината над село Овчарци тя преминава през почти отвесен разсед и образува седем водопада, предпоследният от които е 39 m, на 900 m н.в.